# Серанг
Серанг (индон. и сунд. Serang) — административный центр индонезийской провинции Бантен и одноимённого округа. Расположен на западной оконечности острова Ява, на берегу Яванского моря, примерно в 90 км западнее Джакарты. Около города находится крупный морской порт Мерак.

## История
В 5 км от Серанга находятся развалины процветавшего в XVII веке, но затем пришедшего в упадок и покинутого жителями торгового города Бантен (Бантам).

## Административное деление
Город формально выделен в муниципалитет 2 октября 2007 года. Округ Серанг в настоящее время делится на шесть муниципалитетов. Кроме Серанга, это Чипочок Джая, Чуруг, Касемен, Тактакан и Валантака.